# Orvar Bergmark
Ernst Orvar Bergmark (Bureå, 16 november 1930 – Örebro, 10 mei 2004) was een Zweeds voetbaltrainer, voormalig profvoetballer en bandyspeler die zowel als speler en trainer actief was voor Örebro SK en het Zweeds voetbalelftal. Bergmark was een van de beste rechtsachters die Zweden ooit heeft voortgebracht en dit werd in 1958 beloond met de Guldbollen, de prijs voor de beste Zweedse voetballer van het jaar, in het jaar dat Zweden de finale van het wereldkampioenschap behaalde en in 2003 met opname in de SFS Hall Of Fame. Als bandyspeler nam hij deel aan de Olympische Spelen in 1952 waar het toen een demonstratiesport was.

## Clubcarrière
Bergmark begon te voetballen bij Byske IF, maar toen zijn familie in 1947 naar Örebro verhuisde ging hij bij het plaatselijke örebro SK spelen. In de jeugd van Örebro liet Bergmark als spits een grote indruk achter (26 doelpunten in 16 wedstrijden) en in 1949 debuteerde hij in de Allsvenskan tegen IFK Göteborg, de laatste wedstrijd van Gunnar Gren voor zijn vertrek naar AC Milan. Het verlies betekende weliswaar degradatie, maar Begmark bracht zijn team terug naar het hoogste niveau. Het was in deze periode dat Bergmark plaatsnam in de verdediging en opviel bij het grote publiek. In 1953 degradeerde Örebro opnieuw, maar nu wist de international met zijn club niet opnieuw te promoveren.
Om zich te kunnen blijven verzekeren van een plek in het nationale elftal besloot hij in april 1955 Örebro te verlaten en de overstap te maken naar het Stockholmse AIK. In de hoofdstad tekende hij een tweejarig contract en begon hij een opleiding tot banketbakker. Na een half jaar bij AIK, waarin hij 17 keer in de Allsvenskan aantrad, vertrok hij weer uit Stockholm omdat hij bij AIK een gebrek aan samenhang in het team voelde en keerde hij terug naar Örebro. Hier zou het echter tot 1960 duren voordat Bergmark zijn team terugbracht naar de Allsvenskan en ditmaal deed hij dat als speler-trainer na play-offwedstrijden tegen IFK Kristianstad en IFK Luleå. "ÖSK" verraste vriend en vijand door in haar rentreejaar op het hoogste niveau vierde te worden. Een jaar later ging Bergmark alsnog zijn vele landgenoten achterna en ging de banketbakker het profavontuur aan in de Serie A, bij AS Roma.
Bij de Romeinen speelde hij twee seizoenen, maar hij speelde slechts twee competitiewedstrijden. In zijn tweede seizoen won Bergmark's team na verlenging wel de Coppa Italia (Roma's eerste bekeroverwinning), maar vervolgens keerde hij voor een laatste keer als speler terug naar Örebro SK, alvorens zijn carrière te beëindigen. Voor ÖSK speelde hij in drie perioden 290 wedstrijden, waarvan 147 in de Allsvenskan.

## Interlandcarrière
Op 17 juni 1951 debuteerde Bergmark als invaller voor Hans Malmström in het doelpuntloze gelijkspel tegen Spanje. Het volgende grote toernooi dat Zweden speelden was pas zeven jaar later! het WK 1958 dat in eigen land georganiseerd werd. De Zweedse bond besloot om voor dat toernooi wel weer naar het buitenland verkaste (prof)voetballers op te roepen, maar desondanks behield Bergmark zijn plek in het team en speelde hij alle wedstrijden. Met dank aan spelers als Gunnar Gren, Nils Liedholm, Lennart Skoglund en Kurt Hamrin bereikte Zweden de finale tegen Brazilië. In deze finale verloren de Scandinaviërs met 5-2 van het team van Pelé en Garrincha. Bergmark werd geprezen voor zijn prestaties in het toernooi en ontving dat jaar de Guldbollen en werd hij genomineerd voor de Ballon d'Or. In november 1965 speelde Bergmark zijn 94e en laatste interland, nooit wist hij in internationaal verband te scoren.

## Trainerscarrière
Na een succesvolle periode als speler-trainer bij Örebro SK, ging Bergmark in 1966 aan de slag als bondscoach van het Zweedse elftal. Zijn team wist zich te plaatsen voor het WK 1970 in Mexico, maar in de groepsfase was Italië groepswinnaar en ging Uruguay, ondanks het verlies tegen Zweden, op basis van doelsaldo (+1 tegenover 0) door naar de knock-outfase ten koste van Zweden. Na het WK trad Bergmark terug en in 1971 ging hij aan de slag bij 'zijn' Örebro. Hier bleef hij drie jaar en in 1974 ging hij aan de slag bij laagvlieger Fjugesta IF, waar hij vijf jaar bleef. In 1978 keerde Bergmark voor een laatste keer in een actieve rol terug bij Örebro, waar hij succesvol degradatie af wist te wenden en vervolgens zijn trainerscarrière beëindigde.

## Bandycarrière
In de winterstops speelde Bergmark bandy bij de bandytak van Örebro.In 1955, 1957 en 1958 werd Örebro Zweed bandykampioen en in 1952 nam Bergmark namens Zweden deel aan de Olympische Winterspelen, waar bandy als demonstratiesport op het programma stond. Op doelsaldo wist Zweden Noorwegen en Finland voor te blijven en zo de enige Olympische gouden bandy-medaille te behalen.  In totaal zou Bergmark 20 keer Zweden representeren in een internationale bandywedstrijd.